# Cầu Trình Dương
Cầu Trình Dương (Phồn thể: 程陽橋, Giản thể: 程阳桥, Bính âm: Chéng Yáng Qiáo, Hán Việt: Trình Dương Kiều) hay Cầu Trình Dương Phong Vũ (Phồn thể: 程陽風雨橋, Giản thể: 程阳风雨桥, Bính âm: Chéng Yáng Fēng Yǔ Qiáo, Hán Việt: Trình Dương Phong Vũ Kiều, trong đó "Phong Vũ" mang nghĩa gió và mưa) là một cây cầu có mái che ở Tam Giang, Liễu Châu, Quảng Tây, Trung Quốc. Do cộng đồng thiểu số người Động xây dựng, Trình Dương là một cây cầu thuộc loại lang kiều (廊桥, cầu có mái che) và là một trong số vài chiếc Phong Vũ Kiều ở khu vực sinh sống của người Động. Được hoàn thành năm 1912, cây cầu này còn có một số tên khác như Vĩnh Tế Kiều (Phồn thể: 永濟橋, Giản thể: 永济桥, Bính âm: Yǒng Jì Qiáo) hay Bàn Long Kiều (Phồn thể: 盤龍橋, Giản thể: 盘龙桥, Bính âm: Pán Lóng Qiáo).

## Mô tả
Cầu Trình Dương là một công trình kiến trúc dạng cầu kết hợp hành lang, hiên và đình. Cầu có hai bệ ở hai đầu, ba trụ cầu, ba nhịp, năm đình, 19 hiên, và ba tầng. Các trụ cầu được làm bằng đá trong khi các kiến trúc trên cầu chủ yếu làm từ gỗ với phần trên cùng là mái ngói. Chiều dài tổng cộng của cây cầu là 64,4 mét với phần lối đi rộng 3,4 mét, cầu cao hơn mặt sông khoảng 10 mét.
Quách Mạt Nhược ngay lần đầu tiên nhìn thấy cây cầu này đã tỏ ý yêu thích cây cầu và làm một bài thơ về Trình Dương Kiều.
- "Trình Dương Kiều" (程陽橋), thủ bút của Quách Mạt Nhược
- Phía Tây cầu
- Phía Nam cầu